# Don't Wake Me Up (Chris Brown)
Don't Wake Me Up è un brano musicale del cantante statunitense Chris Brown scritto da Brown, Alain Whyte, Alessandro Benassi, Brian Kennedy, Jean-Baptiste, Marco Benassi, Michael McHenry, Nick Marsh, Priscilla Hamilton e William Orbit. Il brano, pubblicato sul web il 18 maggio 2012 ed estratto come singolo dall'album Fortune.

## Descrizione
Don't Wake Me Up è un brano dance della durata di 3 minuti e 42 secondi. La base del brano è costituita da una chitarra acustica e da sintetizzatori. Brown nel ritornello del brano presenta una vocalità caratterizzata da una particolare potenza vocale caratterizzata dall'uso dell'Auto-Tune.

## Video musicale
Il video musicale, diretto dal regista statunitense Colin Tilley, rappresenta Chris Brown in tre sogni differenti in ciascuno dei quali è coinvolto in strane situazioni con una donna misteriosa (interpretata dalla modella Araya Nicks). È stato girato in un deserto il 14 maggio 2012 ed è comparso per la prima volta nel Web l'11 giugno 2012.
Il video inizia con Chris Brown che canta da solo in un deserto. In seguito, viene raffigurato mentre si sveglia su un letto e nota una ragazza misteriosa che apre una delle tre porte presenti nella stanza. Sull'estremità di ogni porta sono incisi dei geroglifici dorati. La prima porta introduce Brown e la ragazza in un labirinto di siepi, la seconda è l'ingresso di una città sospesa nel cielo immersa nelle nuvole e la terza, porta i due protagonisti in un deserto. Ogni volta che Brown segue la ragazza, o non la trova o muore, e questo lo riporta nello stesso letto da cui si era svegliato. Nella prima stanza, cioè il suddetto labirinto di siepi, Chris è convinto di seguire la ragazza,ma non sa che essa è un fantasma, visto che riesce a passare attraverso il muro. Nella seconda, troviamo sempre Brown a seguire la ragazza,ma un'onda anomala lo investe. Nella terza, lo vediamo mentre è intento a fare una corsa d'auto sempre con la ragazza e,sbagliando strada, si ritrova a precipitare in un burrone. Nel finale troviamo Brown e la ragazza guardarsi dolcemente, sparendo subito dopo.

## Classifiche
| Classifica (2012-13) | Posizione massima |
| -------------------- | ----------------- |
| Australia            | 2                 |
| Austria              | 1                 |
| Belgio (Fiandre)     | 12                |
| Belgio (Vallonia)    | 17                |
| Brasile              | 55                |
| Canada               | 22                |
| Danimarca            | 16                |
| Francia              | 11                |
| Germania             | 11                |
| Giappone             | 9                 |
| Irlanda              | 4                 |
| Italia               | 66                |
| Lussemburgo          | 6                 |
| Norvegia             | 8                 |
| Nuova Zelanda        | 2                 |
| Paesi Bassi          | 34                |
| Regno Unito          | 2                 |
| Slovacchia           | 27                |
| Spagna               | 31                |
| Stati Uniti          | 10                |
| Svezia               | 20                |
| Svizzera             | 12                |
| Ungheria             | 8                 |